# Laguna de Ranchos
La "Laguna de Ranchos" es una cubeta cerrada, arreica, sin afluentes ni emisarios, que recibe aportes del escurrimiento superficial de la cuenca e importante agua libre subterránea. Posee como emisario no natural un canal de 16 km de longitud para retirar sus aguas hacia el "Arroyo Vitel", con el objetivo de desaguarla y secarla. 
Se ubica al oriente del partido de General Paz, al noroeste del pueblo de Ranchos en Buenos Aires, Argentina.
El cuerpo de agua limnético está clasificado de acuerdo a sus características como "bañado": ha perdido la condición de laguna, ya no funciona como tal por su distrofización, está rellenada por sedimentos y hay gran hidrofítia, que cubre a la misma.
El agua libre subterránea (capa freática) tiene interrelación con el nivel de la laguna y se alimenta básicamente por el exceso de agua freática; así se determina que la cubeta tenga agua exclusivamente cuando el nivel freático se halla por encima del fondo del cuenco.
Se encuentra muy invadida por una densa cubierta de espadaña 'Zizaniopsis bonariensis.

## Programa de Ordenamiento Integral del Perilago de la Laguna de Ranchos
La laguna tiene 45 ha, con tres isletas de 9 ha, quedando un área acuática de 36 ha de laguna propiamente dicha.
Constituye una expresión reducida y degradada por el ser humano de la cubeta primigenia de deflación que dio origen a la misma. La alteración morfogénica del cuerpo de agua natural y original se debe a las obras iniciadas a mediados de la década de los 1980s y parcialmente concluidas en 1995. Dichas obras han producido una alteración en el régimen de retención de los aportes
hídricos superficiales. Para recuperar su volumen deberán realizarse diferentes tipos de obras.
- Profundidad máxima registrada: 13 dm
- Transparencia del agua: 5 y 7 dm
- Temperatura del agua: 17 a 19 °C, a 1 dm de la superficie.

## Fauna ictícola
Mojarra, madrecita, tosquero, tachuela, guitarrita Bunocephalus sp.

## Flora

### Hierbas sumergidas
- Cola de zorro Ceratophyllum demersum
- Gambarusa Myriophyllum quitense
- Camalote Potamogeton striatus

### Hierbas flotantes
- Lentejas de agua Lemnáceas
- Helechito de agua Azolla filiculoides

### Palustres
- Totora Typha latifolia
- Junco Schoenoplectus californicus

La laguna de Ranchos tiene una pequeña área de cubeta con profundidad escasa y una conductividad específica en el agua muy baja, determinando excelentes condiciones para que la flora acuática sea mucha, en especial la vegetación palustre de totora Typha latifolia y junco Schoenoplectus californicus.
La ictiofauna es de baja diversidad de especies y baja abundancia
El zooplancton es pobre, debido a la competencia de la vegetación acuática sumergida, palustre y flotante, no permitiendo su desarrolle, siendo poco importante la cadena alimentaria fitoplancton-zooplancton-peces planctófagos. No hubo captura de peces planctófagos como pejerrey (Odontesthes bonariensis), mandufia (Ramnogaster melanostoma limnoica) y porteñito (Parapimelodus valenciennesi).
Debería subir el pelo de agua para eliminar las zonas bajas ideales para una vegetación palustre invasora del sector medio de la laguna.